# 大喜る人たち
『大喜る人たち』（おおぎるひとたち）は、YouTube・Twitterにて配信されている大喜利番組・イベント。

## 概要
2018年12月よりYouTubeチャンネル「にーぬムービー」にてシリーズの1つとしてスタート。2019年6月よりチャンネル「大喜る人たち〈大喜利動画〉」を開設し独立。
初期は会議室で収録されていたが、後にライブ形式に変更になった。
出演者は毎回異なり、プロのお笑い芸人からアマチュアの大喜利愛好者まで参加することが可能。司会からお題が発表されたら各自ホワイトボードに回答を書き挙手、司会に指名された者がステージ中央の椅子に座り発表する。
また、不定期で自由参加型の大規模なトーナメント大会も開催している。
映像制作者の小川悠介が企画・制作・運営を行っており、動画の編集も全て小川一人によって作られている。
2022年12月にチャンネル登録者数が10万人を突破。
チャンネルメンバーシップを導入しており、サポーター向けの限定動画・ラジオ動画などの投稿を行っている

## 主な出演者
- 赤嶺総理
- 大久保八億
- 岡田萌枝
- 俺スナ
- 怪奇!YesどんぐりRPG
- ガクヅケ
- こんにちパンクール
- さすらいラビー
- 真空ジェシカ
- 寺田寛明
- 店長
- 都トム
- ハチカイ
- ひつじねいり - 主にMCを担当
- 冬の鬼
- フランツ
- ぺるとも
- ママタルト
- ミネ
- フランスピアノ

## ベスト回答ランキング
2019年より行われているランキング。YouTubeに投稿された動画についた好意的なコメントやGoogleフォーム投票を基に集計し、年間の優れた回答をランキング形式にしたもの。2021年からは常連メンバーが集まり、感想を語るライブイベント形式での発表となっている。
各ランキング受賞者（大喜利内容は省略）
| 年     | 5位                                      | 4位      | 3位                             | 2位                                                                  | 1位               |
| ------ | ---------------------------------------- | -------- | ------------------------------- | -------------------------------------------------------------------- | ----------------- |
| 2019年 |                                          |          |                                 | ブティックあゆみ 俺スナ 冬の鬼 オダウエダ 植田 デリシャストマト お粥 | サツマカワRPG     |
| 2020年 |                                          |          | サツマカワRPG 冬の鬼 ヒコロヒー | サツマカワRPG                                                        | 警備員            |
| 2021年 | ハチカイ警備員 ギャル                    |          | 冬の鬼 畑山大魂                 | ママタルト大鶴肥満                                                   | 寺田寛明          |
| 2022年 | 寺田寛明 ぺるとも                        | 六角電波 | フランツ土岐                    | どんぐりたけし                                                       | 寺田寛明          |
| 2023年 | フランツ馬場                             | 寺田寛明 | OGAKUZUZ                        | ハチカイ警備員                                                       | 真空ジェシカ川北  |
| 2024年 | フランツ馬場 ハチカイ警備員 鉛のような銀 | 寺田寛明 | OGAKUZUZ                        | ミネ                                                                 | 十九人ゆッちゃんw |

## 出演者リスト
名義はそのseasonでの表記に従う。
| ライブ名 （「season」と「大喜る」「人たち」は省略） | 出演者 | 備考                                        |
| --------------------------------------------------- | --- | ------------------------------------------- |
| 0                                                   | ＜MC＞ たか(今日からチンタオ) ＜大喜る人＞ 珍さん(今日からチンタオ) はまこ(はまこテラこ) ミカヅキ上田 にににこーちゃん 子輝ちゃん(てるちゃんちえちゃん) |                                             |
| 1                                                   | ＜MC＞ 野村タダフミ(ストリーキング計画) ＜大喜る人＞ 俺スナ カマダ(ストリーキング計画) 堀川ランプ 森林子 石本駆 |                                             |
| 2                                                   | ＜MC＞ 大葉かやろう ストリーキング計画カマダ ＜大喜る人＞ 暖 謹製 田野 FAN 森林子 俺スナ カミヤマ 田んぼマン 堀川ランプ まるいるい endomagic サツマカワRPG ひかるぶんどき レッドブルつばさ キラーマジック 土肥 ストリーキング計画 カマダ キッスエンドラン |                                             |
| 3                                                   | ＜MC＞ ストリーキング計画 ＜大喜る人＞ サツマカワRPG レッドブルつばさ 堀川ランプ 謹製 俺スナ カミヤマ LIQ トロトロトロピカル トレックスターナー |                                             |
| 4                                                   | ＜MC＞ 鶴 ＜大喜る人＞ 窓際隊隊長 キューバ代表 イネカリ安藤 さやお ぺいです ebeko タチナミ |                                             |
| 5                                                   | ＜MC＞ ひつじねいり松村 ＜大喜る人＞ サツマカワRPG 俺スナ FAN ママタルト檜原 ブティックあゆみ スーパーエース 北浦和のバルス 田野 平山晴太郎は君だ！ せんだい アンコウズ アビコタツヤ K スーパーニュウニュウふるやいなや wakatte.TV高田ふーみん |                                             |
| 6                                                   | ＜MC＞ ひつじねいり松村 ＜大喜る人＞ 俺スナ 冬の鬼 2才 どらごん屋さん 北浦和のバルス 平山晴太郎は君だ！ アップルゲンガー endomagic せっかく寝てたのに |                                             |
| 7                                                   | ＜MC＞ ひつじねいり松村 ＜大喜る人＞ 【昼の部】 冬の鬼 コンピューター宇宙 ブティックあゆみ スーパーエースミネ 春とヒコーキ 土岡 田野 せんだい いわいまさか ステイゴールド 【夜の部】 サツマカワRPG ママタルト檜原 俺スナ 畑山大魂 スーパーニュウニュウふるやいなや スーパーエース K トレックスターナー endomagic 平山晴太郎は君だ！ |                                             |
| 8                                                   | ＜MC＞ ストリーキング計画 野村 ＜大喜る人＞ 街裏ぴんく Yes!アキト スーパーエース 寺田寛明 レッドブルつばさ 春とヒコーキ 俺スナ 田んぼマン ごとうSC LIQ エアコンぶんぶんお姉さん ぼかし くず鉄 北浦和のバルス 冬の鬼 お粥 |                                             |
| 9                                                   | ＜MC＞ DramaticBoyJoe ウォーリー 橋本 ひらたい 店長 川嵜でし太 九月 ＜大喜る人＞ 九月 川嵜でし太 店長 ひらたい DramaticBoyJoe アナグラム かりん ウォーリー みのうぐん 木曜屋 パルボロイン しょっぱいパン 二塁 ワッツ 平田カワウソ スレッジハンマー安藤 番茶が飲みたい AIBO |                                             |
| 10                                                  | ＜MC＞ ひつじねいり松村 ＜大喜る人＞ ひみつスナイパー健 仁木 サツマカワ RPG オダウエダ レッドブルつばさ フランスピアノなかがわ 田んぼマン 冬の鬼 ぺるとも お粥 FAN ヨシダin the sun すり身 警備員 くず鉄 くろばら エアコンぶんぶんお姉さん |                                             |
| 11                                                  | ＜MC＞ ひつじねいり松村 ストリーキング計画 ＜大喜る人＞ サツマカワRPG ヨビノリたくみ 寺田寛明 ひつじねいり 細田 馬鹿よ貴方は 平井"ファラオ"光 三日月マンハッタン仲嶺 コンピューター宇宙 ブティックあゆみ 畑山大魂 俺スナ ごとうSC オツクソ ルーシー白井 田野 警備員 吉原怜那 ぺるとも ジョンソンともゆき スマ見 すごい論 岡田 冬の鬼 虎猫 デリシャストマト まるお レッドブルつばさ 春とヒコーキ 土岡 車海老のダンス                                                       |                                             |
| 12                                                  | ＜MC＞ ひつじねいり松村 ストリーキング計画 ＜大喜る人＞ ヒコロヒー サツマカワRPG Yes!アキト 寺田寛明 徳原旅行 岡田萌枝 俺スナ 田野 真空ジェシカ サスペンダーズ古川 すごい論ともは 冬の鬼 洛田二十日 |                                             |
| 13                                                  | ＜MC＞ XXCLUB早乙女零(大谷小判) ストリーキング計画 ＜大喜る人＞ 森本サイダー 高木払い 春とヒコーキ土岡 畑山大魂 レッドブルつばさ 冬の鬼 警備員 きりまる オダウエダ 浜村凡平 岡田萌枝 ヨビノリたくみ コンピューター宇宙ブティックあゆみ 俺スナ ミネ 可児正 LIQ 車海老のダンス 田野 せんだい ゴウ体 恐竜黒澤 |                                             |
| 14                                                  | ＜MC＞ ストリーキング計画 ＜大喜る人＞ 真空ジェシカ川北 サツマカワRPG オダウエダ ガクヅケ 岡田萌枝 九月 冬の鬼 洛田二十日 寺田寛明 どらごん屋さん 高木払い 牛女しらす レッドブルつばさ ゆめまなこまるゆか 村民代表南川 ぺるとも |                                             |
| 15                                                  | ＜MC＞ ストリーキング計画 ＜大喜る人＞ 真空ジェシカ 俺スナ 春とヒコーキ土岡 ハチカイ警備員 田野 なまえ 忘れる。 畑山大魂 ギャランドゥ小田 大久保八億 SLEEZEBLACK アイスコーヒーまるがめくん サツマカワRPG 店長 貧乏系YouTuberPさん 冬の鬼 GOLF ワイワイキングレオナルドカズ |                                             |
| 16                                                  | ＜MC＞ ひつじねいり ＜大喜る人＞ 寺田寛明 土屋 サツマカワRPG 真空ジェシカ サスペンダーズ古川 店長 冬の鬼 俺スナ 畑山大魂 ハチカイ警備員 田野 |                                             |
| 17                                                  | ＜MC＞ XXCLUB大谷小判 ＜大喜る人＞ レッドブルつばさ 高木払い ガクヅケ ひかるぶんどき むかしテレビ ミネ 冬の鬼 大谷健太 サンシャイン坂田 オダウエダ 令和ロマン高比良 赤嶺総理 ケビンス仁木 タナカ電機保坂(エアコンぶんぶんお姉さん) サツマカワRPG 寺田寛明 ママタルト檜原 俺スナ 浜村凡平 フランスピアノなかがわ 大久保八億 |                                             |
| 18                                                  | ＜MC＞ ひつじねいり ＜大喜る人＞ Yes!アキト サツマカワRPG にゃんこスター 寺田寛明 街裏ぴんく きしたかの高野 畑山大魂 冬の鬼 Aマッソ 真空ジェシカ ママタルト ぎょねこオジマアロー ハチカイ警備員 俺スナ | 【MVP】 寺田寛明                            |
| 19                                                  | ＜MC＞ ひつじねいり ＜大喜る人＞ 真空ジェシカ ガクヅケ Yes!アキト キュウぴろ 俺スナ サツマカワRPG ママタルト 寺田寛明 ハチカイ警備員 冬の鬼 ぺるとも | 【MVP】 ぺるとも                            |
| チームたち                                          | ＜MC＞ ストリーキング計画 ＜大喜る人＞ 【チーム親想い】 田野 店長 ギャル FAN タックスマン 【ボケルバチーム】 せんだい わんだー きりまる でんらく おーはら 【アボカドズ平山チーム】 春とヒコーキ土岡 マタンゴ高橋 ふじこ アクアキャンディー石井 小野寺ジャスティン 【公私混同に出たことがあるチーム】 俺スナ 奥森皐月 寺田寛明 ぺるとも 冬の鬼 |                                             |
| 深夜に                                              | ＜MC＞ ひつじねいり ＜大喜る人＞ サツマカワRPG ハチカイ警備員 吉原怜那 田野 岡田萌枝 堀川ランプ ヨビノリたくみ かべ(雷獣) ベテランち(雷獣) 俺スナ むかしテレビミネ 寺田寛明 ひつじねいり細田 畑山大魂 冬の鬼 ぺるとも 牛女しらす ギャランドゥ小田 |                                             |
| 20                                                  | ＜MC＞ ひつじねいり ＜大喜る人＞ 馬鹿よ貴方は平井“ファラオ”光 ラブレターズ 冬の鬼 にゃんこスタースーパー3助 街裏ぴんく ハチカイ警備員 むかしテレビ ミネ サツマカワRPG Yes!アキト どんぐりたけし 寺田寛明 トンツカタンお抹茶 さすらいラビー中田 ストレッチーズ高木 大久保八億 | 【MVP】 どんぐりたけし                      |
| 冬の大喜利生配信                                    | ＜MC＞ XXCLUB早乙女 ＜大喜る人＞ 俺スナ 冬の鬼 ハチカイ警備員 田野 アオリーカ ハギノリザードマン 加藤ミリガン 畑山大魂 レッドブルつばさ 高木払い あゆむ ギャランドゥ小田 ちゃうちゅうじゃがじゃが きら ギャル ぎょねこ |                                             |
| ぺるとも                                            | ＜MC＞ さんぽ ＜大喜る人＞ サツマカワRPG ぺるとも 寺田寛明 ママタルト コンピューター宇宙ブティックあゆみ 洛田二十日 ケビンス 赤嶺総理 10億円山内 エアコンぶんぶんお姉さん つちのこ遠藤 | 【MVP】 ケビンス 山口コンボイ               |
| 21わぎり                                            | ＜MC＞ フランスピアノなかがわ ＜大喜る人＞ ザギース高佐 ギャバホイ27才 矢野号 スーパーニュウニュウふるやいなや サツマカワRPG ガクヅケ 大久保八億 Aマッソ にぼしいわし ハチカイ警備員 ぺるとも Yes!アキト むかしテレビ ミネ | 【MVP】 ぺるとも                            |
| 21くしぎり                                          | ＜MC＞ ひつじねいり ＜大喜る人＞ 俺スナ 冬の鬼 ベテランち(雷獣) OGAKUZUZ ヨビノリたくみ 蛇口捻流 ジョンソンともゆき 吉原怜那 真空ジェシカ 寺田寛明 トンツカタンお抹茶 トンツカタン櫻田 永田敬介 フランツ土岐 さすらいラビー中田 | 【MVP】 OGAKUZUZ                            |
| 22                                                  | ＜MC＞ クロアド ＜大喜る人＞ 六角電波 サツマカワRPG 寺田寛明 牛女しらす 店長 レッドブルつばさ 栗原 ぎょねこ Yes！アキト マツモトクラブ 馬鹿よ貴方は平井“ファラオ“光 フランスピアノなかがわ ぼく脳 ぺるとも ブリキカラス小林メロディ ハチカイ警備員 冬の鬼 カカロニ栗谷 | 【MVP】 六角電波                            |
| 23                                                  | ＜MC＞ ひつじねいり ＜大喜る人＞ むかしテレビミネ ママタルト檜原 ぺるとも ハチカイ警備員 寺田寛明 俺スナ 大久保八億 真空ジェシカガク サツマカワRPG どんぐりたけし 冬の鬼 洛田二十日 ギャル SASORIちゃん | Presented by Summy 【MVP】 むかしテレビミネ |
| ネタして                                            | ＜MC＞ さんぽ ＜大喜る人＞ 寺田寛明 ひかるぶんどき フランスピアノ 可児正 フランツ 牛女 レインマンズ ハチカイ警備員 OGAKUZUZ 冬の鬼 FAN |                                             |
| 24                                                  | ＜MC＞ ひつじねいり ＜大喜る人＞ 冬の鬼 オダウエダ 寺田寛明 エアコンぶんぶんお姉さん 赤嶺総理 令和ロマンくるま ハチカイ警備員 真空ジェシカ ダイヤモンド野澤 ケビンス サツマカワRPG ぺるとも 六角電波 | 【MVP】 ケビンス 仁木恭平                   |
| 深夜に(オールナイトぺるとも)                        | ＜MC＞ ひつじねいり ＜大喜る人＞ 寺田寛明 サツマカワRPG ママタルト檜原 ガクヅケ木田 浜村凡平太 俺スナ 岡田萌枝 赤嶺総理 ガクヅケ船引 冬の鬼 ハチカイ警備員 浜村凡平太 ひつじねいり細田 むかしテレビミネ ぺるとも 大久保八億 フランツ |                                             |
| チームたち2                                         | ＜MC＞ 早乙女零 ＜大喜る人＞ 《ママタルトチーム》 ママタルト 大久保八億 フランツ 《ひつじねいり細田チーム》 ひつじねいり細田 さすらいラビー中田 赤もみじ村田 イチゴイクト 《としかわトークチーム》 モダンタイムス ダブルブッキング川元 浜村凡平太 ぜっとん 4000年に一度咲く金指 駆け抜けて軽トラ小野島 ひぐま岬 ウェンズデイズ もじゃ がっつきたいかくらっちゃん 《俺スナチーム》 俺スナ 加藤ミリガン GOLF 戦慄のピーカブー渋木プロテインおやじ ぽこやかざん 肉食いジーヌ |                                             |
| 25                                                  | ＜MC＞ ひつじねいり ＜大喜る人＞ サツマカワRPG Yes!アキト どんぐりたけし ママタルト檜原 寺田寛明 コンピューター宇宙 ブティックあゆみ 春とヒコーキ土岡 ハチカイ警備員 田野 吉原怜那 ぎょねこ レインマンズ 蛇口捻流 OGAKUZUZ | 【MVP】 ぎょねこ 青木                       |
| シチュー                                            | ＜MC＞ 早乙女零 ＜大喜る人＞ ハチカイ警備員 ぺるとも アオリーカ 8月22日の彼女 畑山大魂 せんだい からまき 九月 冬の鬼 ぶらら 大久保八億 鉛のような銀 店長 赤黄色 ひかるぶんどき タルタルソース |                                             |
| ネタして-2                                          | ＜MC＞ ひつじねいり ＜大喜る人＞ ママタルト にゃんこスター 永田敬介 ぎょねこ ハチカイ |                                             |
| ましまし                                            | ＜MC＞ ストリーキング計画 ＜大喜る人＞ ふじいり パラドクス 田んぼマン KAN Wassyoisamba キミテル 手すり野郎 すあま御殿 直泰 鳥谷尾だいき なまえ あくびぼうや 池田京橋 Kキチ Hs 人望刃 はるばく ニシダアツシ こっぺ 石と日曜日 おせわがかり 骨密度 寺井 南部屋敷 ラパス |                                             |
| カリー                                              | ＜MC＞ フランスピアノなかがわ ＜大喜る人＞ ベテランち(雷獣) かべ(雷獣) 永遠(雷獣) 終わった人 俺スナ ごとうSC しゅごしゅぎ ギャル ミネ 寺田寛明 トンツカタンお抹茶 トンツカタン櫻田 六角電波 都トム ゆめまなこまるゆか |                                             |
| 26                                                  | ＜MC＞ ひつじねいり ＜大喜る人＞ Yes!アキト サツマカワRPG 寺田寛明 ママタルト ハチカイ警備員 冬の鬼 ぺるとも ガクヅケ フランツ 大久保八億 さすらいラビー中田 きしたかの 赤嶺総理 10億円 山内 | 【MVP】 ハチカイ警備員                      |
| トースト                                            | ＜MC＞ ひつじねいり ＜大喜る人＞ サツマカワRPG Yes!アキト ぺるとも 奥森皐月 街裏ぴんく 矢野号 車海老のダンス根本 ヨシダin the sun お玉 ちぇく田 |                                             |
| AUNと                                               | ＜MC＞ ひつじねいり ＜大喜る人＞ 右手でグーパンチ 千代園るる フランスピアノ 谷口つばさ 村田大樹(武炎) 蛇口捻流 ぺるとも FAN 田野 サツマカワRPG Yes!アキト ママタルト 矢野号 街裏ぴんく ミネ 俺スナ 冬の鬼 奥森皐月 | 【MVP】 蛇口捻流&ぺるともタッグ             |
| 大阪①                                               | ＜MC＞ ひつじねいり ＜大喜る人＞ 貯蓄アンドザシティ 寺田寛明 ひらたい 骨付きバナナうえし ぺるとも 二塁 ダンジョンのT ミネ 脳髄筋肉 まな！ たらちね草山 ひつじのあゆみ 宇多川どどど ハイパー破壊神 | 【MVP】 まな！                              |
| 大阪②                                               | ＜MC＞ ひつじねいり ＜大喜る人＞ 木曜屋 永久保存 川嵜でし太 寺田寛明 ぺるとも どくさいスイッチ企画 不治ゲルゲ パワータイプくん サツマカワRPG 風穴あけるズ 飛び出せっ！安藤っ！ ミネ ヒレカーテン畑中 モモス 村橋ステム サツマカワRPG 霧牌春(きりばいはる) にぼしいわし 魚雷2倍速 | 【MVP】 村橋ステム                          |
| オムレツ                                            | ＜MC＞ XXCLUB早乙女零 ＜大喜る人＞ 寺田寛明 ハチカイ警備員 大久保八億 牛女しらす 栗原 イッペー 右手でグーパンチ 高田ぽる子 ジョンソンともゆき OGAKUZUZ パラドクス 惹女香花 清水駿平 馬肉かなめ 人望刃 はるばく レインマンズ 蛇口捻流 エアコンぶんぶんお姉さん |                                             |
| ましまし2                                           | ＜MC＞ さんぽ ＜大喜る人＞ Kou カラスみず ニセ関根潤三 たけのくち 破壊ありがとう森森 しろやま くま骸 予備校 チャンス 激突柴田ぼんくら カタオカイツキ タックスマン おーはら ぐーがお 小春製菓 四つ葉の黒婆さん MA カニ 阿久津大集合 キルヒホッフ フェスタ いい女 桶狭間 J@Q ぜあす おさかな水溶液 わんだー |                                             |
| あつやき                                            | ＜MC＞ フランスピアノなかがわ ＜大喜る人＞ ぺるとも フランツ 鉛のような銀 六角電波 田んぼマン 畑山大魂 ジュンぺーアナコンダ 虎猫 アオリーカ ヨシダin the sun ぽこやかざん ジャスミン きりまる 電子レンジ 電王 謹製 田野 ハチカイ警備員 村田大樹(武炎) 谷口つばさ |                                             |
| 27                                                  | ＜MC＞ ひつじねいり ＜大喜る人＞ 真空ジェシカ ママタルト檜原 サツマカワRPG 寺田寛明 赤嶺総理 冬の鬼 ガクヅケ 直泰 トンツカタンお抹茶 永田敬介 | 【MVP】 真空ジェシカ川北                    |
| ひやむぎ                                            | ＜MC＞ XXCLUB早乙女零 ＜大喜る人＞ 寺田寛明 ひつじねいり細田 俺スナ 浜村凡平太 加藤ミリガン 鈴木ジェロニモ 8月22日の彼女 おせわがかり 人間横丁 冬の鬼 ぶらら ママタルト ヨビノリたくみ |                                             |
| OSPORTS                                             | ＜MC＞ かが屋賀屋 ＜大喜る人＞ ママタルト サツマカワRPG ハチカイ警備員 冬の鬼 寺田寛明 ぎょねこ青木 洛田二十日 冬の鬼 ぺるとも 真空ジェシカガク ダ・ヴィンチ・恐山 ダウ90000蓮見 ダウ90000吉原 | 【優勝】 ママタルト檜原                     |
| 年末に-2023                                         | ＜MC＞ ひつじねいり ＜大喜る人＞ ミネ サツマカワRPG ママタルト檜原 大久保八億 ガクヅケ船引 ぺるとも 冬の鬼 蛇口捻流 六角電波 Yes!アキト 寺田寛明 フランツ OGAKUZUZ ぎょねこ青木 みねそー |                                             |
| 28                                                  | ＜MC＞ ひつじねいり ＜大喜る人＞ ルシファー吉岡 Aマッソ村上 Yes!アキト 寺田寛明 牛女しらす トンツカタンお抹茶 ハチカイ警備員 ぎょねこ青木 木曜屋 ひつじのあゆみ サツマカワRPG オダウエダ 田野 ダウ90000吉原 ダウ90000園田 | 【MVP】 サツマカワRPG                       |
| せきちく                                            | ＜MC＞ XXCLUB早乙女零 ＜大喜る人＞ えびしゃ 十九人 冬の鬼 ぺるとも ジョンソンともゆき 惹女香花 清水駿平 カラスみず 破壊ありがとう森もり 武山 カニ 各A 俺のランボルギーニ | 【MVP】 俺のランボルギーニ                  |
| 29まがも                                            | ＜MC＞ ひつじねいり ＜大喜る人＞ オジンオズボーン篠宮 寺田寛明 ガクヅケ ハチカイ警備員 加藤ミリガン 演芸おんせん杉山 フランツ 大久保八億 俺スナ ぽこやかざん ケビンス サスペンダーズ古川 OGAKUZUZ | 【MVP】 ハチカイ警備員                      |
| 29よしがも                                          | ＜MC＞ ストレッチーズ高木 ＜大喜る人＞ 街裏ぴんく 真空ジェシカ ガク 馬鹿よ貴方は 平井“ファラオ”光 ママタルト サツマカワRPG Yes！アキト さすらいラビー中田 ミネ 赤嶺総理 青色1号 仮屋 人間横丁 センチネル トミサット ぼく脳 ぺるとも アオリーカ 鉛のような銀 | 【MVP】 ぺるとも                            |
| ましまし3                                           | ＜MC＞ 演芸おんせん 矢巻 ＜大喜る人＞ 阿諏訪祀 おだンゴ 白滝BOX 尊敬ラーメン屋 中野止まり かなりの芝が淡い ヘオンキ o たいら おかしい ギトウ アプリコ 中村しょせちく ンバヂ 太郎左衛門 セトピア ボトルキャップ 矢野 花王国 ウッド原動機 エイト オフィユカス えちえち |                                             |
| あさぎ                                              | ＜MC＞ 徳原旅行 ＜大喜る人＞ どくさいスイッチ企画 高田ぽる子 右手でグーパンチ レインマンズ 友田オレ 8月22日の彼女 FAN 蛇口捻流 六角電波 ふねしぼり ごとうSC しゅごしゅぎ Kou 直泰 都 ＭＡ 小春製菓 | 【MVP】 六角電波                            |
| 大阪③                                               | ＜MC＞ ひつじねいり ＜大喜る人＞ サツマカワRPG ママタルト檜原 ミネ ハチカイ警備員 冬の鬼 蛇口捻流 川嵜でし太 涼風 ピ夜ピヨルキノシタ ハヤイカガヤイ AIBO 家本とうふ かるあ するめ太夫 かくれどり 五能 ファイア 吉永 余馬 | 【MVP】 家本とうふ                          |
| 大阪④                                               | ＜MC＞ ひつじねいり ＜大喜る人＞ サツマカワRPG ママタルト檜原 ミネ ハチカイ警備員 冬の鬼 蛇口捻流 木曜屋 ひつじのあゆみ ゴハ 村橋ステム まな！ 永久保存 ヒガシノカ 貯蓄アンドザシティ 二塁 ハゲイナズマ 生命の輝き 快速まっすん | 【MVP】 ハチカイ警備員                      |
| ぐんじょう                                          | ＜MC＞ ひつじねいり ＜大喜る人＞ かが屋 ママタルト サツマカワRPG 寺田寛明 ハチカイ警備員 冬の鬼 ぺるとも |                                             |
| ワタナベで                                          | ＜MC＞ デンコーセッカ ＜大喜る人＞ ばし太 にゃんこスターアンゴラ村長 ラパルフェ都留 こたけ正義感 金の国桃沢 ぎょねこ青木トロッコ ぎょねこオジアマロー ぎょねこ勝男 山脇セブンティーン 未来の油田河合 いしい蟹親友侍 リバーマン市川 アリオス港 ぱーてぃーちゃん信子 ぱーてぃーちゃん金子きょんちぃ 冬の鬼 ぺるとも | 【MVP】 冬の鬼・ぱーてぃーちゃん信子        |
| 札幌①                                               | ＜MC＞ ひつじねいり ＜大喜る人＞ Yes!アキト 寺田寛明 サツマカワRPG ぺるとも 大久保八億 コロネケン 束田 リングリンデ まひろ 秘蔵 武蔵 西村 ふたつぎ 及川広大 A味噌汁 破門 大仏オメガ セントラルゲート | 【MVP】 ぺるとも                            |
| 札幌②                                               | ＜MC＞ ひつじねいり ＜大喜る人＞ Yes!アキト 寺田寛明 サツマカワRPG ぺるとも 大久保八億 中島マコト 日野ヤヨイ（さよならミオちゃん） 楽太郎 澤田へそ太郎 タチナミ ぺいです 臭い紅茶 止まれ | 【MVP】 大久保八億                          |
| ろくでもない夜で                                    | ＜MC＞ ストリーキング計画 ＜大喜る人＞ 俺スナ 畑山大魂 ムラムラタムラ LIQ 赤黄色 ギャル 九月 |                                             |
| てりがき                                            | ＜MC＞ さんぽ ＜大喜る人＞ 牛女しらす マタンゴ イチゴ イクト 家族チャーハン エアコンぶんぶんお姉さん 兄弟 紅葉 8月22日の彼女 FAN 無尽蔵 アオリーカ 骨密度 店長 しょっぱいパン | 【MVP】 イチゴ イクト                       |
| 年末に大喜る人たち2024                              | ＜MC＞ ひつじねいり ＜大喜る人＞ ハチカイ警備員 ママタルト檜原 サツマカワRPG 寺田寛明 さすらいラビー中田 赤嶺総理 コンピューター宇宙 ブティックあゆみ 大久保八億 十九人 木曜屋 冬の鬼 ぺるとも ジョンソンともゆき 蛇口捻流 OGAKUZUZ 鉛のような銀 アオリーカ |                                             |
| 30                                                  | ＜MC＞ ひつじねいり ＜大喜る人＞ ハチカイ 警備員 にょぼりげ ミネ ママタルト サツマカワRPG 寺田寛明 Yes!アキト TCクラクション 古家曇天 風穴あけるズ 飛び出せっ！安藤っ！ 春とヒコーキ 土岡 フランツ センチネル トミサット どくさいスイッチ企画 惹女香花 俺スナ こっぺ カニ（空中キャラバン） | 【MVP】 どくさいスイッチ企画                |
| とめこん                                            | ＜MC＞ 徳原旅行 ＜大喜る人＞ にょぼりげ ミネ フランスピアノ なかがわ 清水駿平 谷口つばさ 破壊ありがとう 森もり 破壊ありがとう 木下もくめ 冬の鬼 六角電波 田野 J@Q（大と喜利とアイツ） りす たけのくち ヨシダ in the sun ネオ 友田オレ | 【MVP】 たけのくち                          |
| 31                                                  | ＜MC＞ ストレッチーズ高木 ＜大喜る人＞ 真空ジェシカ 野澤輸出 コンピューター宇宙 ブティックあゆみ サツマカワRPG どんぐりたけし トンツカタンお抹茶 トンツカタン櫻田 ぺるとも 蛇口捻流 店長 | 【MVP】 ぺるとも                            |
| ほぼ日杯 〜和田ラヂヲに見られながら〜               | ＜解説＞ 赤嶺総理 ＜大喜る人＞ おほしんたろう 田中光 寺田寛明 ママタルト檜原 ハチカイ 警備員 ジョンソンともゆき | 【MVP】 ママタルト檜原                      |
| ダウ90000とこんにちパンクールで大喜る人たち         | ＜MC＞ かが屋 ＜大喜る人＞ ダウ90000 こんにちパンクール | 【MVP】 忽那文香                            |
| わさび                                              | ＜MC＞ XXCLUB 早乙女零 ＜大喜る人＞ ひつじねいり細田 加藤ミリガン 永田敬介 にょぼりげ ミネ 大久保八億 栗原 鎌 十九人 どくさいスイッチ企画 えびしゃ OGAKUZUZ 奥森皐月 虎猫 きりまる ベランダ | 【MVP】 十九人 ゆッちゃんw                  |
| 名古屋①                                             | ＜MC＞ ひつじねいり ＜大喜る人＞ 蛇口捻流 寺田寛明 にょぼりげ ミネ サツマカワRPG 警邏 山本俊治 静かの海 スポーツバッグ 空飛ぶリビング 君の知らない桂川 | 【MVP】 山本俊治                            |
| 名古屋②                                             | ＜MC＞ ひつじねいり ＜大喜る人＞ サツマカワRPG ハチカイ警備員 にょぼりげ ミネ ぺるとも レンガホリオ ドクローネ 生命の輝き 丈希 物数 | 【MVP】 ぺるとも                            |
| 名古屋③                                             | ＜MC＞ ひつじねいり ＜大喜る人＞ ハチカイ警備員 ぺるとも 寺田寛明 蛇口捻流 野島久助 占めサバ あちゃの 副編集長 ガーベラガーデン かみうら | 【MVP】 ハチカイ警備員                      |
| 32                                                  | ＜MC＞ ストレッチーズ高木 ＜大喜る人＞ ママタルト檜原 寺田寛明 赤嶺総理 にぼしいわし ガクヅケ にょぼりげ ミネ 大久保八億 冬の鬼 ジョンソンともゆき 骨密度 春とヒコーキ土岡 ラバーガール飛永 ぱーてぃーちゃん信子 牛女しらす | 【MVP】 骨密度                              |
| ブルーハーツ大ファン大喜利                          | ＜MC＞ さんぽ 岩永 ＜大喜る人＞ 永田敬介 栗原 どくさいスイッチ企画 メカイノウエ 青色1号仮屋そうめん ギャランドゥ小田 膝小僧お仕置きストしんぺー がんばる太郎 三ル貝 キミテル 大塚瑞紀 シャドウ薄井 ケンシロウ |                                             |
| 大阪⑤                                               | ＜MC＞ 森田GM ボニーボニー花崎天神 ＜大喜る人＞ 木曜屋 ひつじのあゆみ 霧牌春(きりばいはる) ボニーボニー バリーとくのしん センサールマン 山﨑仕事人 センサールマン 愛植男 川嵜でし太 AIBO ハゲイナズマ ＣＲＹ おかき ポンコツさん太郎 キツル 短歌 森左近 そ〜れ取って ニトロスパイス 健作 バス回数券 | 【MVP】 森左近                              |
| 京都①                                               | ＜MC＞ ひつじねいり ＜大喜る人＞ 寺田寛明 さすらいラビー 中田 ハチカイ 警備員 どくさいスイッチ企画 冬の鬼 アオリーカ 涼風 2000000000000京 涼風 松尾 ハヤイカガヤイ ゴハ 五能 ファイア まな！ 快速まっすん 古奈町 顔面激戦区 水山 夢雅一片 不治ゲルゲ | 【MVP】 アオリーカ                          |
| 京都②                                               | ＜MC＞ ひつじねいり ＜大喜る人＞ 寺田寛明 さすらいラビー 中田 ハチカイ 警備員 どくさいスイッチ企画 冬の鬼 アオリーカ 木曜屋 ひつじのあゆみ 霧牌春(きりばいはる) 村橋ステム ニトロスパイス片山 貯蓄 モモス 家本とうふ 永久保存 かくれどり ンバヂ 二塁 | 【MVP】 ハチカイ警備員                      |
| やまぶき                                            | ＜MC＞ さんぽ ＜大喜る人＞(予定) ぺるとも 8月22日の彼女 FAN 8月22日の彼女 千代園るる 可児正 フランツ馬場 梅田元気よく リップグリップ倉田シウマイ 高田ぽる子 右手でグーパンチ レインマンズ ムニエル 俺のランボルギーニ 味ぽん太 ギトウ マニラザル ラブワナ ぎょねこ |                                             |
| 33                                                  | ＜MC＞ ひつじねいり ＜大喜る人＞(予定) オダウエダ ベルナルド さすらいラビー中田 Yes!アキト センチネル トミサット ハチカイ警備員 どくさいスイッチ企画 惹女香花 冬の鬼 鉛のような銀 六角電波 こっぺ アオリーカ |                                             |
| 大喜らない                                          | ＜MC＞ ひつじねいり松村 ＜大喜らない人＞(予定) サツマカワRPG 寺田寛明 ガクヅケ にょぼりげ ミネ ハチカイ 警備員 ぺるとも |                                             |
| 福岡①                                               | ＜MC＞ ひつじねいり ＜大喜る人＞(予定) サツマカワRPG 寺田寛明 ハチカイ警備員 8月22日の彼女 FAN ぺるとも 博士の生い立ち じゃん 田中一 懸垂ができる たこき区 |                                             |
| 福岡②                                               | ＜MC＞ ひつじねいり ＜大喜る人＞(予定) サツマカワRPG 寺田寛明 ハチカイ警備員 8月22日の彼女 FAN ぺるとも おほしんたろう ザクロニシキ 関ノ山 竹原 駆け付け毒三杯 なごみもち |                                             |